# Bizarium
Bizarium is een museum gevestigd in Sluis, in de provincie Zeeland. Het museum is gevestigd in een historisch pand. De collectie bestaat uit bizarre uitvindingen die nooit zijn aangeslagen. De meeste items in de collectie zijn reconstructies op basis van oude tekeningen en patenten, naast enkele originele stukken. Het museum is opgericht door het ontwerpersduo Marc De Jonghe en Ann Geerinck.

## Geschiedenis
Op 10 december 2016 opende het museum voor het eerst haar deuren.
Eind 2019 werd het museum genomineerd voor Europees museum van het jaar voor 2020. Het evenement zou plaatsvinden van 29 april tot 2 mei 2020, echter werd het uitgesteld vanwege de coronapandemie.

## Collectie
De collectie bevat verschillende uitvindingen van Leonardo da Vinci, zoals de ornithopter, zelfrijdende wagen en enkele perpetua mobilia. Ook is het stap mechanisme 'plantigrade' van Tsjebysjev te zien. Andere items zijn onder andere de haargroeihelm, de zwemparaplu en de poeptoeter. Tevens ontbreekt er een volledig overzicht van de collectie, op de website van het museum. De nieuwste aanwinst is de Beauty Calibrator, waarmee bepaald kon worden hoe mooi het gezicht van een vrouw was.